# Albrecht (Nassau-Weilburg)

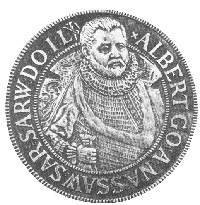
Münzbild des Grafen Albrecht von Nassau („Graf zu Nassau, zu Saarbrücken und zu Saarwerden“, wie er sich selbst nannte)

Albrecht von Nassau-Weilburg-Ottweiler – auch Albrecht von Nassau-Saarbrücken(-Ottweiler) – (* 26. Dezember 1537 in Weilburg; † 11. November 1593 in Ottweiler) war Graf aus dem Haus Nassau. Seine Herrschaft umfasste die Gebiete um Weilburg, die Herrschaft Ottweiler und Lahr im Schwarzwald. Wie sein Vater Philipp III. von Nassau-Weilburg war er ein Befürworter der Reformation.

## Leben
Albrecht war der einzige Sohn von Graf Philipp III. von Nassau-Weilburg und seiner zweiten Gattin Anna von Mansfeld, Tochter von Graf Albrecht von Mansfeld. Seine Mutter starb bei seiner Geburt.
Am 16. Juni 1559 heiratete Albrecht Anna von Nassau-Dillenburg, Tochter Wilhelms des Reichen von Nassau-Dillenburg und Schwester von Wilhelm von Oranien. Noch im gleichen Jahr, am 4. Oktober 1559, starb sein Vater Philipp III. Albrecht erbte gemeinsam mit seinem jüngeren Halbbruder Philipp IV. die Teilgrafschaft Nassau-Weilburg. Anfänglich regierte Albrecht gemeinsam mit seinem Halbbruder Philipp IV. Die Schulden, die ihr Vater ihnen hinterlassen hatte, schränkten ihre Handlungsfähigkeit ein. Nur langsam gelang es ihnen, die Haushaltslage zu verbessern.
Am 15. Mai 1561 teilten die Brüder zum ersten Mal ihre Herrschaft. Albrecht erhielt Schloss und Amt Weilburg, Philipp Schloss und Amt Neuweilnau. Die größten Teile der Herrschaft und die Schulden des Vaters blieben jedoch gemeinsam. Albrecht bezog das neue Schloss Weilburg, das er weiter ausbauen ließ. 1571 teilte Albrecht mit seinem Bruder Philipp die Herrschaft vollständig. Albrechts Anteil umfasste neben dem Amt Weilburg noch Gleiberg, Cleen, Wehen und Burgschwalbach. Mit der Landgrafschaft Hessen schlossen Albrecht und Philipp mehrfach Verträge, in denen sie den Gemeinschaftsbesitz von Nassau und Hessen schrittweise aufteilten.
1567/68 traf sich Albrecht mehrmals mit Wilhelm von Oranien. Albrecht unterstützte ihn im niederländischen Unabhängigkeitskrieg gegen Fernando Álvarez de Toledo, Herzog von Alba. Der Angriff auf die Niederlande scheiterte jedoch 1568. Albrecht bürgte für den Sold, den Wilhelm von Oranien den Söldnern schuldete.
Albrecht gehörte dem Wetterauischen Reichsgrafenkollegium an. Im Dienst des Grafenvereins reiste Albrecht mehrfach zu Kaiser Maximilian II. und zu Reichstagen. Meistens ging es um Religionsfreiheit für die kalvinistischen Fürsten. Mit dem Wetterauer Grafenverein trat Albrecht 1583–1588 auf der Seite von Gebhard I. von Waldburg in den Truchsessischen Krieg ein.
Mit dem Tod Johanns IV. von Nassau-Saarbrücken fielen im Jahr 1574 die Grafschaften Saarbrücken und Saarwerden mit Ottweiler und Homburg an Albrecht und Philipp von Nassau-Weilburg. Die Herrschaftsrechte wurden zwischen den Brüdern neu verteilt. Philipp erhielt Saarbrücken und Saarwerden. Albrecht erhielt Ottweiler, die Ämter Homburg, Kirchheim und die saarwerdischen Herrschaften Lahr und Mahlberg im Schwarzwald. In Ottweiler ließ Albrecht ein neues Schloss erbauen, das 1575 sein Hauptsitz wurde. Als ältester Vertreter wurde Albrecht Oberhaupt der walramischen Linie des Hauses Nassau und übernahm die Vormundschaft über Johann Ludwig von Nassau-Wiesbaden.
Die Saarbrücker Erbschaft wurde von verschiedenen Seiten angefochten. Herzog Karl von Lothringen forderte die Grafschaft Saarwerden. Albrecht konnte jedoch das nassauische Recht vor dem Reichskammergericht durchsetzen. Kurfürst Friedrich III. von der Pfalz machte ebenfalls Ansprüche auf Teile des Erbes geltend. Albrecht konnte mit dem Kurfürsten eine Verständigung erzielen. Mehrere umfangreiche Verträge, in denen die genauen Rechte und Grenzen festgelegt wurden, wurden geschlossen. Nach dem Tod Friedrichs III. 1576 war Albrecht als sein Testamentsvollstrecker eingesetzt.
Im Jahr 1579 konnte Albrecht noch einen Anteil an Jugenheim erwerben und seinen Einfluss in Rheinhessen ausbauen.
Albrecht, der 1591 den angesehenen Mediziner Georg Marius als Leibarzt für sich und seine Familie verpflichtete, starb am 11. November 1593 in seinem Schloss Ottweiler. Seine drei Söhne Ludwig, Wilhelm und Johann Casimir teilten seine Herrschaft auf. Zwei der Söhne starben jedoch kurz nach ihrem Vater, so dass der überlebende Sohn Ludwig bereits 1602 das gesamte väterliche Erbe innehatte.

### Reformation
In seiner Kindheit wurde er auf Schloss Neuweilnau von Kasper Goltwurm im evangelischen Glauben erzogen. Über Goltwurm lernte Albrecht Philipp Melanchthon kennen, mit dem er regen Briefwechsel führte.
Als Nachfolger von Goldwurm wurde 1560 Jakob Charsisius berufen, der bis zu seinem Tod als Superintendent in Nassau-Weilburg wirkte. Auf das Bestreben Charsisius' hin wurden in der gesamten Herrschaft katholische Bräuche wie Fastnachtfeiern und das Johannisfeuer unter Strafe gestellt. In den Gebieten, die Albrecht gemeinsam mit Hessen beherrschte, wurde Lorenz Stephani zum Superintendent berufen. Lorenz Stephani übernahm ab 1572 das Amt des Superintendenten von Weilburg und ab 1574 auch von Ottweiler.
In Ottweiler unternahmen Albrecht und Lorenz Stephani Maßnahmen um die Reformation durchzusetzen. Katholische Priester wurden aus dem Amt entfernt oder auf die neue Lehre verpflichtet, Klöster aufgelöst, Kirchengüter eingezogen, Schulen eingerichtet und Kirchenpatronate erworben.

### Bauwesen

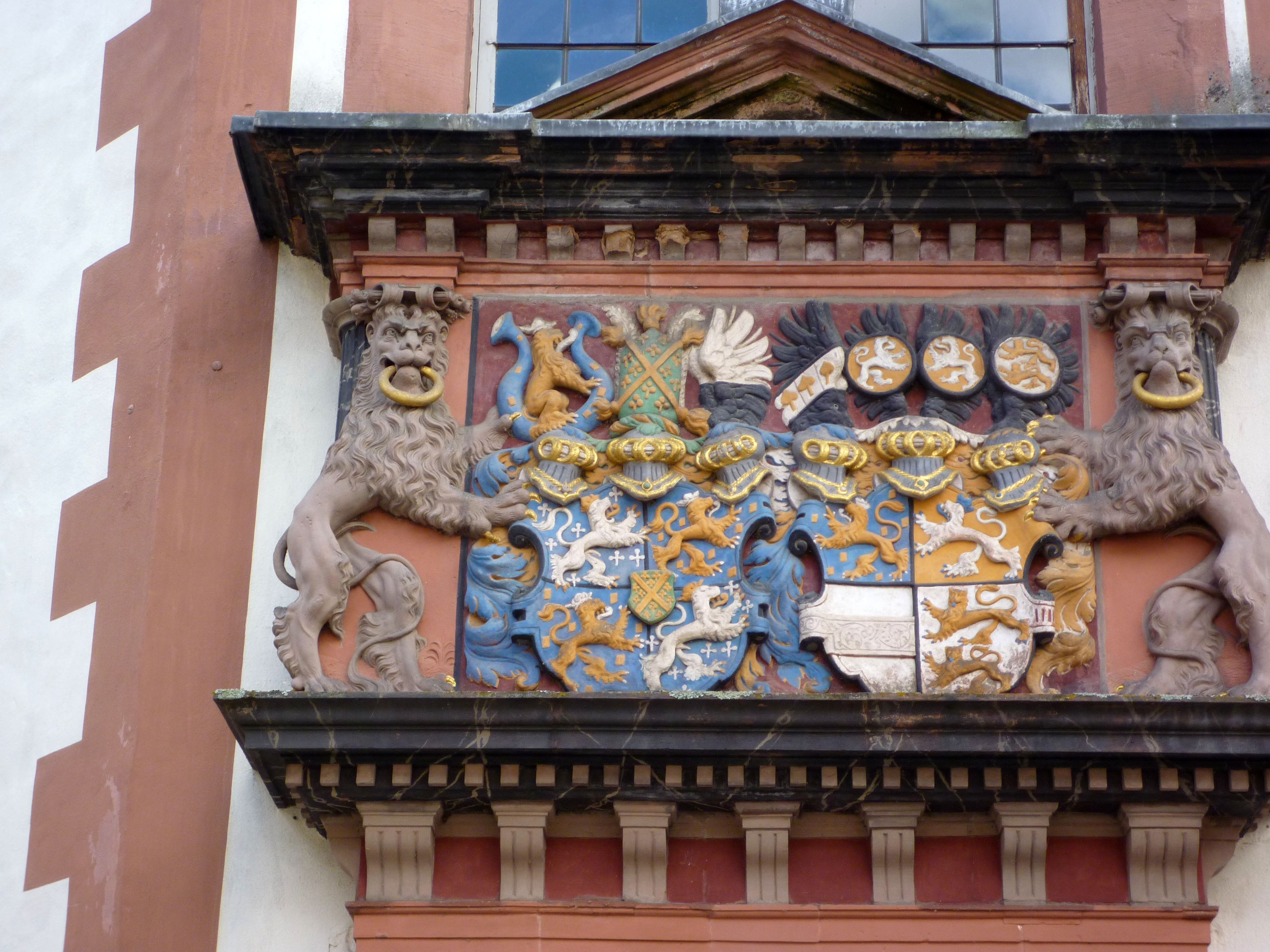
Allianzwappen Nassau-Dillenburg und Nassau-Weilburg, Schloss Weilburg

Albrecht trat mehrfach als Bauherr größerer Bauwerke auf. Nach der ersten Landesteilung mit seinem Halbbruder ließ er das Schloss Weilburg ausbauen. Hierzu beauftragte er den Baumeister Ludwig Kempf. In dieser Phase entstanden der Nordflügel und der so genannte Stadtpfeiferturm. An diesem Turm ist noch heute das Allianzwappen von Albrecht und Anna von Nassau-Dillenburg angebracht. Ebenfalls ließ Albrecht in dieser Zeit den Tiergarten in Weilburg anlegen.
Nach dem Anfall von Ottweiler ließ sich Albrecht die Schlösser Ottweiler und Neunkirchen durch den Baumeister Christmann Strohmeyer erbauen und Schloss Homburg erweitern.
Wahrscheinlich veranlasste Albrecht auch den Ausbau der Burg Gleiberg im späten 16. Jahrhundert, nachdem diese ganz an das Haus Nassau gefallen war.

## Nachkommen
Aus der Ehe von Albrecht und Anna von Nassau-Dillenburg sind folgende vierzehn Kinder hervorgegangen:
- Anna Amalia (* 1560; † 1634); heiratete 1581 Graf Otto von Solms-Sonnenwalde (* 1550; † 1612), Sohn von Graf Friedrich Magnus von Solms-Laubach
- Juliane (* 1562; † 1562)
- Katharina (* 1563; † 1613); starb unverheiratet
- Ludwig (* 1565; † 1627); erbte Ottweiler
- Georg Philipp (* 1567; † 1570)
- Albrecht (* 1569; † 1570)
- Wilhelm (* 1570; † 1597); erbte Weilburg
- Elisabeth (* 1572; † 1607); heiratete 1596 Graf Georg von Sayn-Wittgenstein-Berleburg (* 1565; † 1631), Sohn von Graf Ludwig I. von Sayn-Wittgenstein
- Juliane (* 1574; † ?); starb früh
- Anna Sibylla (* 1575; † um 1643); heiratete 1606 Freiherr Peter Ernst von Kriechingen-Püttlingen (* um 1570; † 1633)
- Johann Casimir (* 1577; † 1602); erbte Gleiberg
- Magdalena (* 1580; † 1658); starb unverheiratet auf Schloss Neuweilnau
- Anna Ottilie (* 1582; † 1635); heiratete 1609 Graf Wilhelm von Sayn-Wittgenstein-Sayn (* 1569; † 1623), Sohn von Graf Ludwig I. von Sayn-Wittgenstein
- Ernestine (* 1584; † 1665); heiratete 1616 Graf Philipp Ludwig I. von Wied († 1633)